# Burmusculus
Burmusculus (лат.) — ископаемый род помпилоидных ос, единственный в составе монотипического семейства † Burmusculidae (Pompiloidea). Бирманский янтарь (меловой период, сеноманский век, около 99 млн лет). Мьянма. 7 видов.

## Описание
Мелкие осы (длина тела около 5 мм). Усики 12-члениковые (самка B. nuwae) и 13-члениковые (самцы других видов). Глаза крупные, почти достигают основания двузубчатых мандибул. Пронотум с невыделяющимися латеральными долями. Мезоплеврон не имеет косого шва. В жилковании переднего крыла три радиальные ячейки (слитые вместе 1r+2r и 3 r), три радиомедиальные (1rm, 2rm, 3rm), две медиокубитальные (1mcu, 2mcu) и две кубитоанальные ячейки (1cua, 2cua). Переднее крыло с 2-M (секция M между RS+M и 1m-cu) сравнительно более короткой (сравнительно с 2+3-R по длине) и отчётливо угловатой к RS+M. Заднее крыло с наклонной cu-a.

## Классификация
7 ископаемых видов. Выделены в отдельное семейство † Burmusculidae Zhang & Rasnitsyn, 2018, близкое к семейству дорожных ос (Pompilidae), но отличающиеся от них строением груди (мезоплеврон не имеет наклонного шва). Это второе семейство в составе надсемейства Pompiloidea. Род, семейство и три вида были впервые описаны в 2018 году российским палеоэнтомологом Александром Павловичем Расницыным и его китайскими коллегами (Qi Zhang; Haichun Zhang).
- Burmusculus angustus Li et al., 2022[2]
- Burmusculus flexus Li, Shih and Ren, 2024[3]
- Burmusculus fuxii Zhang & Rasnitsyn, 2018
- Burmusculus magnus Li, Rasnitsyn, Shih & Ren, 2019[4].
- Burmusculus mutatus Li, Shih and Ren, 2024
- Burmusculus nuwae Zhang & Rasnitsyn, 2018 typus
- Burmusculus shennongii Zhang & Rasnitsyn, 2018